# 森累珠
森 累珠（もり るいす、1997年10月5日 - ）は、日本の女優。所属はフリー。
東京都出身。血液型O型。

## 人物・来歴等
- 小学4年生でスカウトされたことをきっかけに子役として活動を開始。
- 中学時代にブルース・リーに憧れジークンドーを習い始めたことをきっかけにヌンチャクを習得し、「ヌンチャクガール」としても活動している[1]。自身のYouTubeチャンネルでは、リー主演作品の主たる対決シーンを再現しており、自身がリーを、相手は母である森田ヨーコ氏が演じている。
- 映画が好きで、出演だけでなく監督・脚本・編集なども手掛ける[2]

## 出演作品

### 映画
- ゼロの焦点 （2009年、犬童一心監督）
- 地獄でなぜ悪い（2013年、園子温監督）
- 蒼のざらざら（2013年、上村奈帆監督） - 水谷真子 役
- 埼玉家族 「ハカバノート」（2013年、福山功起監督） - 三田加奈子 役
- 後ろ向きの青（2013年、神村友征監督）（第4回知多半島映画祭 準グランプリ受賞） - かおり 役
- 海辺の町（2014年、佐々木想監督）（松本映画祭プロジェクト 第6回商店街映画祭 グランプリ受賞） - 主演・リサ 役
- なんのすべもなく（2014年、若栗監督） - 純子 役
- いつかの、玄関たちと、（2014年、勝又悠監督） - 宮本ゆずき 役
- 忘れられない夏になる、かも （2014年、勝又悠監督） - 主演[3]
- リアル鬼ごっこ（2015年、園子温監督） - 生徒 役
- 華魂 幻影（2016年、佐藤寿保監督） - お客 役
- ゆきおんなの夏（2016年、亀山睦実監督） - 藤田りえ 役
- ハルチカ（2017年、市井昌秀監督） - 立花まり 役
- はじめてのうみ（2017年、野本梢監督） - 沼田茉莉花 役
- 飢えたライオン（2018年、緒方貴臣監督）
- 透明花火（2018年、野本梢監督） - 遠藤沙耶香 役
- LDK ひとつ屋根の下、「スキ」がふたつ。（2019年、川村泰祐監督） - クラスメイト 役
- 15歳の総理大臣（2019年、胡麻尻亜紀監督） - 印南晴 役
- 根矢涼香、映画監督になる。（2019年、上村奈帆監督） - ルイス 役
- 私だってするんです（2020年、荒木憲司監督） - 堺翼 役
- おっさんずぶるーす「21世紀のおじさん」（2020年、前田直樹監督） - 谷口美咲 役
- Eggs 選ばれたい私たち（2021年、川崎僚監督） - 真凛 役[4]
- MAD CATS（2021年、津野励木監督） - ４号 役[5]
- マリッジカウンセラー  結衣の決意（2021年、前田直樹監督） - 湯浅まどか 役[6]
- 電エースカオス（2023年12月22日、エクストリーム）[7]

### ドラマ
- 仮面ライダーフォーゼ （2012年、テレビ朝日） - 陸上部員 役
- 償い（2012年、BSフジ）
- 仮面ティーチャー 6話〜（2013年、日本テレビ） - レギュラー・生徒 役
- 本当にあった怖い話 「女子高生大パニック」（2013年、フジテレビ）
- JAL企業広告ショートムービー「今ラインをこえて」(2015年) - 小羽 役
- 世にも奇妙な物語 25周年記念!秋の2週連続SP 「思い出を売る男」（2015年11月21日、フジテレビ） - りえ（高校時代） 役
- バイプレイヤーズ9話 （2017年、テレビ東京） - 劇中ヒロイン 役
- オー・マイ・ジャンプ! 〜少年ジャンプが地球を救う〜 8話 （2018年、テレビ東京） - ホステス 役[8]
- 警視庁ゼロ係〜生活安全課なんでも相談室〜1話・2話（2018年、テレビ東京）
- グッド・ドクター9話（2018年、フジテレビ） - オペナース 役
- グッドワイフ１話・２話（2019年、TBS） - パラリーガル 役
- レイメイキ　永遠の惑星（2019年、BSフジ） - ひかり 役
- ストロベリーナイト・サーガ8話（2019年、フジテレビ） - 牧田奈津美 役
- 不協和音 炎の刑事 VS 氷の検事（2020年、テレビ朝日） - 中村文子 役
- 妖ばなし（2022年、TOKYO MX2） - 主演 野原春美 役

### バラエティ
- ペケ×ポン（2008年、フジテレビ）赤マジ先生・生徒役
- サイレントロワイヤル（2012年10月12日、フジテレビ）
- NEWSな2人（2016年7月15日、TBS）
- 全力!脱力タイムズ（2020年4月3日、フジテレビ） - 女子アナウンサー・鈴木優子(死体)役
- バラいろダンディ（2022年３月29日、TOKYO MX）
- 日本シン人種図鑑（2022年11月16日、テレビ東京）シン人種ゲスト[9]
- V.I.P. -back number-（2023年1月18日、スペースシャワーTV）[10]
- 堂本剛の今夜はやり過ごさナイト（2023年1月22日、カンテレ）[11]

### CM
- ほっともっと（2010年） - 浴衣美女 役
- バーガーキング （2014年） - メイン店員 役
- エースコンタクト フットサル編（2017年） - リー選手 役
- SONY Xperia docomo編 インフォマーシャル（2018年） - メイン＆ナレーション

### ラジオ
- レコメン！（2022年3月8日、文化放送）
- 真夜中のハーリー&レイス（2022年2月27日ラジオ日本）

### 舞台
- 聖ルドビコ学園「JK Monster」（2013年7月4日 - 9日、新宿・サンモールスタジオ） - 準主演・白石七海 役
- モリ組旗揚げ公演第一回「プレゼントステージ」（2014年2月1日、新宿・Glamstein（グラムシュタイン））
- アリスインプロジェクト「Copyright.[12]」（2014年5月28日 - 6月1日、池袋・シアターKASSAI） - 静麗 役
- 私立ルドビコ女学院Vol.5「フカンショウジョ」（2015年10月17日 - 25日、新宿・サンモールスタジオ） - 白石七海 役
- 私立ルドビコ女学院vol.6「最凶ガール」（2016年5月19日 - 24日、新宿・サンモールスタジオ） - 白石七海 役
- 劇団ドリームプリンセス「ミエタミエナイセカイ」（2016年6月1日 - 5日、新宿村LIVE） - 朝比奈みゆう 役

### 配信ドラマ
- はだか拳（2021年8月30日、Xstream46） - キヨ 役[13]
- ショート・プログラム「近況」（2022年3月1日配信予定、Amazon Prime Video）- 山田未央 役[14]

### PV
- 宇宙戦隊NOIZ「コロナ」（2013年）
- Yeti「MUSIC」（2015年）
- Club Nobody「I Dont Wanna Be Like You（2017年）

### WEB
- オミプロ銀河警察隊コスモレスター 16話・17話（2015年)  - 花山杏奈 役
- 「追いかけてキス」Season２第4話（2019年）
- DOMMUNE RADIOPEDIA 町山智浩の「MOVIE WATCH CONFERENCE」Vol.19 ブルース・リー没後50周年Special「燃えよドラゴン」（2023年2月24日）ゲスト[15]

### その他
- 放送大学 学校臨床心理学・地域援助特論 弟5回「高等学校でのスクールカウンセリング」 面接再現VTR（2015年） - 森英子 役
- Nintendo Switch用ソフト「紙がない!」宣伝動画（2023年）[16]